# S/y Janek Krasicki
s/y Janek Krasicki – gaflowy szkuner szkolny, zbudowany w 1949, na bazie niemieckiego, niewykończonego kadłuba, szkolnej jednostki Marine – Hitlerjugend, ze stoczni w Nowym Warpnie – przez Stocznię Rybacką w Ustce. Wykończony i zwodowany w 1951 w Stoczni Rybackiej w Gdyni. Zbudowany został, podobnie jak bliźniaczy Zew Morza. Wycofany z eksploatacji w 1975. Ostatnim armatorem jednostki była Liga Obrony Kraju.

## Historia i rejsy
Drewniany szkielet kadłuba statku, zaprojektowanego jako dwumasztowy szkuner, długość ok. 30 m, został przejęty w 1948 przez Państwowe Centrum Wychowania Morskiego. W stoczni w Nowym Warpnie, szkielet kadłuba został rozebrany na części które ponumerowano, i kompletny, łącznie z kilkutonowym kilem załadowany na pociąg i przywieziony do stoczni w Ustce. Tu ponownie złożono szkielet kadłuba w 1949. Wykonano: poszycie kadłuba - sosna na styk, pokład i elementy konstrukcyjne - dębina. Pod koniec lata 1949 statek został zwodowany i odholowany do Gdyni. Wyposażenia końcowego statku, dokonała Stocznia Rybacka w Gdyni w 1950.
Do służby wszedł 20 kwietnia 1951 jako statek szkolny Szkoły Jungów PCWM. W 1952 został przejęty przez Państwową Szkołę Morską w Gdyni. Od 1 sierpnia 1956 pełnił funkcje statku szkolnego (Gdy 1), skierowanego do praktycznej nauki nawigacji, oraz do rejsów kandydackich. Odbywał rejsy szkolne w zasięgu Bałtyku i Morza Północnego.  
W latach 1957–1959 szkuner pływał również z młodzieżą wywodzącą się z Klubu „Neptun”, działającego w całej Polsce w oparciu o miesięcznik „Morze”. Pływał po Bałtyku wpływając do polskich portów, oraz wypuszczając się na obce wody - np. latem 1958 roku opłynął Bornholm. Od 1962 roku s/y Janek Krasicki stacjonował w Trzebieży jako statek szkolny szczecińskiej Szkoły Rybołówstwa, potem zawijał do Jastarni. 
Po połączeniu Szkoły Rybołówstwa Morskiego z PSM w 1968 został przekazany ośrodkowi Ligi Obrony Kraju w Jastarni, gdzie pływał jako jacht szkoleniowy z młodzieżą – m.in. z członkami Bractwa Żelaznej Szekli.
W 1974 roku s/y Janek Krasicki (obsadzony załogą gdyńskiego Jacht Klubu Morskiego „Gryf” pod dowództwem kpt. Feliksa Pulińskiego) uczestniczył w „Operacji Żagiel”, oraz w zorganizowanych wówczas regatach zajmując 17, przedostatnie miejsce. Po regatach wziął udział w paradzie żaglowców na redzie w Gdyni. 
Pływał następnie w czarterze Akademickiego Związku Sportowego. Dowodzili nim kpt. Teresa Remiszewska, i kpt. Jan Ludwig. Nie remontowany i nie modernizowany od czasu wybudowania, był w coraz gorszym stanie technicznym.
Jesienią 1974 odbył swój ostatni rejs, po Bałtyku, zorganizowany przez Akademicki Związek Sportowy. 21 września wyszedł z portu w Gdyni, dowodzony przez kpt. Jana Ludwiga, z 28-osobową załogą dla przeprowadzenia szkoleń na stopień sternika jachtowego o rozszerzonych uprawnieniach i zajęć praktycznych z astronawigacji. Po zawinięciu do portów w Stralsundzie i Ustce, powrócił 29 września do macierzystego portu w Jastarni, nie wykonawszy pełnego programu szkolenia. W trakcie rejsu został zauważony zły stan takielunku grożący awarią, i duże braki w wyposażeniu nawigacyjnym statku, uniemożliwiające realizację szkolenia, co oficjalnie zgłoszono armatorowi.
Wiosną 1975, szkuner został odholowany do stoczni gdańskiej, gdzie został częściowo rozebrany dla dokonania remontu. Plan remontu, sporządzony przez Biuro Projektów „Prorem” sprowadzał się w sumie do całkowitej odbudowy jednostki. Przekraczało to jednak możliwości finansowe LOK-u, i latem 1976 roku szkuner odholowano z Gdańska do Stoczni Remontowej „Nauta” w Gdyni, gdzie po 25 latach eksploatacji, na polecenie właściciela został rozebrany.